# القمة الخليجية 1988 (المنامة)
القمة الخليجية 9 هي قمة قادة دول مجلس التعاون لدول الخليج العربية عقدت في شهر ديسمبر 1988 في المنامة في البحرين. ووافقت الدورة التاسعة علي نظام حماية الصناعات الوطنية الناشئة، وأصدرت اعلان المنامة الذي وجه بتحقيق المزيد من الانجازات في المجالات الثقافية والاجتماعية والاعلامية، وأكد علي ضرور الإسراع في الوصول الي توحيد التعرفة الجمركية.